# Macromia clio
Macromia clio – gatunek ważki z rodziny Macromiidae.